# 大林宏 (検察官)
大林 宏（おおばやし ひろし、1947年6月17日 - ）は、日本の検察官、第25代検事総長。

## 人物
東京都出身。一橋大学法学部在学中、司法試験に合格。一橋大卒業後、司法修習を経て、1972年検事任官。任官同期には、横田尤孝（最高裁判事、元次長検事）、中尾巧（元大阪高検検事長）、熊﨑勝彦（元最高検公安部長）、三井環（元大阪高検公安部長）等がいる。
検事総長就任までの38年間のうち20年間は法務省勤務だが、札幌地検や東京地検などで捜査検事の経験があり、本人はいわゆる「赤レンガ派」と称されることには違和感を覚えるとコメントしている。また、検事初の一等書記官として在中国大使館に赴任時代した際には、中国残留日本人の帰国支援、伊藤律への事情聴取などを行った。
2002年から2年間、法務省大臣官房長を務めていた際には名古屋刑務所の刑務官が受刑者を暴行死させた特別公務員暴行陵虐罪事件で、情報をあげない風土があった所管の矯正局に対し、他にも暴行死した受刑者がいないか過去の死亡記録にあたり、特捜部検事も動員し実態解明にあたった。また、監獄法改正への道筋をつけたり、窃盗罪に罰金刑を新設する法改正を実現するなどした。さらに三井環事件の処理にあたった一人。
2010年の検事総長就任直後に大阪地検特捜部主任検事証拠改竄事件が起こり、柳田稔法務大臣から大臣室で「検察の信頼は地に墜ちた。信頼回復に向けてリーダーシップを発揮してほしい」と口頭で注意を受け、「重く受け止め、検証を徹底的に行い、信頼を回復できるよう全力を尽くして参りたい」と答えた。その後謝罪の記者会見を開き「前代未聞の事態に至ったことを、国民の皆様に深くおわびする」と述べた。伊藤鉄男最高検次長検事ら検察幹部が処分を受ける中で、大林は改竄事件時は東京高検検事長だったため決裁ラインから外れており処分対象とはならなかった。しかし、同年11月、改革の円滑な実現のため、検証結果の公表と同時に辞任することを決意。同年12月16日、大阪地検特捜部主任検事証拠改竄事件の責任を取る形で検事総長を辞職する意思を固めたことが明らかになった。改竄事件の検証結果について、現場の検察官から「負担が増える」などとの反発があったことなどに対し、「検察の中にまだ楽観的な者がいる。私の辞任で問題の深刻さに気付いてほしい」と周囲に話したという。
実際には、検察内部には続投を推す声も強かったが、一般世間の常識と乖離しているとして政界などからの反発の声が予想以上に大きかったために辞任にいたったともされている。検事総長が不祥事で引責辞任をするのは初めて。
後任の検事総長に指名された笠間治雄は、わずか1ヶ月後に検察を定年退官となるはずで、当初は検事総長就任を「勘弁してください」と固辞していたが、大林が「総長をやってくれ。君が適任だ」「組織としての決定事項だ」などと説得したとされる。笠間は東京地検特捜部長を務めた「現場派」の検事で、現場派の検事が検事総長に就任するのは吉永祐介に続き17年ぶりだった。現場の混乱等の調整をするのに、法務省勤務が長い「赤レンガ派」ではなく、現場派の検事総長が望ましいという考慮が働いたものとされる。これに対して、現場派、かつ非東大の私立大学（中央大）出身者が総長のイスに座ったことは、赤レンガ派にとっては最悪の結末だったとも伝えられている。
趣味はテニス、散歩、読書。読書は書店で毎回10冊程度のまとめ買いをするほど。座右の銘は「苦あれば楽あり、楽あれば苦あり」。庁内では部下を「さん」づけで呼び、「物事の一手先、二手先を的確に読んで動く」と評される。鶏肉が苦手で、在中国大使館勤務時には、北京ダックに難儀したという。

## 来歴
- 1947年6月 - 東京都生まれ
- 1970年3月 - 一橋大学法学部卒業
- 1970年 - 最高裁判所司法研修所司法修習生（24期）
- 1972年4月11日 - 東京地方検察庁検事に任官
- 1973年3月23日 - 札幌地方検察庁検事
- 1976年3月22日 - 東京地方検察庁検事
- 1978年8月15日 - 甲府地方検察庁検事
- 1979年9月10日 - 東京地方検察庁検事
- 1980年2月16日 - 法務省刑事局付併任
- 1980年4月2日 - 外務省在中華人民共和国日本国大使館一等書記官（ - 1983年）
- 1983年4月23日 - 東京地方検察庁検事 兼 法務省刑事局付
- 1985年3月25日 - 刑事局付併任解除
- 1987年3月27日 - 法務総合研究所教官
- 1990年4月1日 - 札幌地方検察庁公判部長
- 1991年4月1日 - 札幌地方検察庁刑事部長
- 1993年4月1日 - 東京地方検察庁検事 兼 法務総合研究所教官（法務教官兼検事）
- 1994年4月1日 - 東京高等検察庁検事（引き続き法務総合研究所教官を併任）
- 1995年4月1日 - 札幌地方検察庁次席検事
- 1996年4月1日 - 東京高等検察庁検事 兼 東京地方検察庁検事
- 1996年12月3日 - 東京高等検察庁検事 兼 東京地方検察庁交通部長 兼 東京区検察庁上席検察官
- 1997年4月1日 - 免 東京地方検察庁交通部長
- 1997年4月3日 -東京地方検察庁検事併任解除
- 1997年6月4日 - 法務省大臣官房審議官（入国管理局担当）
- 1999年7月15日 - 最高検察庁検事 兼 法務大臣官房付検事
- 1999年8月13日 - 大臣官房付併任解除
- 2000年2月24日 - 松山地方検察庁検事正
- 2001年5月22日 - 法務省保護局長
- 2002年1月18日 - 法務省大臣官房長
- 2004年6月25日 - 法務省刑事局長
- 2006年6月30日 - 法務事務次官
- 2007年7月10日 - 札幌高等検察庁検事長
- 2008年7月1日 - 東京高等検察庁検事長
- 2010年6月17日 - 検事総長
- 2010年12月27日 - 依願退官
- 2011年3月 弁護士登録（東京弁護士会）、上林法律事務所入所
- 2011年4月1日 - 大和証券株式会社監査役
- 2012年3月 - 株式会社アサツー ディ・ケイ取締役
- 2013年6月 - 三菱電機株式会社取締役
- 2014年 - 更生保護法人日本更生保護協会副理事長[7]
- 2014年6月 - 新日鐵住金株式会社監査役
- 2015年3月 - 日本たばこ産業株式会社監査役
- 2020年6月 - 日本製鉄株式会社社外取締役

## 著作
- 「新春随想 刑事分野における国際協力」（Keisatsu koron61（1）、2006年1月）
- 「巻頭言 裁判員制度広報雑感」（罪と罰42（3）（通号167）、2005年6月）
- 「巻頭言 保護観察の現状と課題」（罪と罰39（2）（通号154）、2002年2月）
- 「ごあいさつ」（更生保護3（1）、2002年1月）
- 「経営刑事法シリーズ--無許可貼付の組合ビラ撤去と監視行為」（旬刊商事法務（通号 1036）、1985年3月15日）
- 「経営刑事法シリーズ--恐喝の被害者による利益提供と犯罪」（旬刊商事法務（通号1019）、1984年9月15日）